# ETN
ETN é a abreviação de Exchange-traded Note que é um derivativo,  negociado como se fosse uma ação, em que  a instituição financeira promete ao tomador do papel lhe pagar a variação de um índice, uma commodity ou outro parâmetro após um período de tempo estipulado (normalmente 30 anos). Entretanto, a instituição busca que o papel se mantenha constantemente acompanhando as oscilações do benchmark proposto, com liquidez diária na Bolsa de Valores. Por ser uma estrutura sintética, não distribui dividendos.

## Mais informações
- ETF Connect - Information on many US CEFs and screening tools.  Sponsored by Nuveen (a major US CEF provider). (em inglês)
- ETN Index, News and Education